# Cantone di Boulogne-sur-Mer-Sud
Il Cantone di Boulogne-sur-Mer-Sud era una divisione amministrativa dell'arrondissement di Boulogne-sur-Mer.
È stato soppresso a seguito della riforma complessiva dei cantoni del 2014, che è entrata in vigore con le elezioni dipartimentali del 2015.
Il suo capoluogo era la cittadina di Boulogne-sur-Mer e comprendeva 5 comuni:
- Baincthun
- Boulogne-sur-Mer (in parte)
- Echinghen
- La Capelle-lès-Boulogne
- Saint-Martin-Boulogne